# FBI-Akademie
Die FBI-Akademie (engl. FBI Academy) ist das Ausbildungs- und Trainingszentrum des Federal Bureau of Investigation (FBI) auf dem Gelände der Marine Corps Base Quantico im Prince William County in Virginia.
Neben der Ausbildung von FBI-Mitarbeitern umfasst der Auftrag der Akademie auch die Aus- und Weiterbildung von Vollstreckungsbeamten anderer US-Polizeien, Agenten und ausländischem Personal. Die Trainingsprogramme umfassen Waffentraining, Überlebenstraining sowie die Simulation von Einsätzen der betreffenden Auszubildenden. Das 1972 eröffnete 221 Hektar große Trainingsgelände der Akademie umfasst das Marine Corps Base Quantico, auf dem sich auch das FBI-Laboratorium befindet.

## FBI National Academy
In der Akademie selbst findet alle 3 Monate unter dem Programm FBI National Academy, welches selbst schon länger als die Akademie existiert, eine 10-wöchige Weiterbildung für 250 ausgewählte Personen aus dem In- und Ausland statt. Potentielle Kandidaten der Bundespolizeien (Federal Police), der US-Staatspolizeien (State Police), der Stadtpolizeien (Metropolitan Police), geeignete Führungskräfte der lokalen Polizei (County Police) und Polizisten aus Partnerländern unterliegen hohen Teilnahmevoraussetzungen, die sie in einem Auswahlverfahren, für das sie nominiert werden, unter Beweis stellen müssen. Ist die Bewerbung erfolgreich, erfolgt die Weiterbildung u. a. hinsichtlich Verhalten und Kommunikation (Analyse und Kompetenztraining), Führungskompetenz, Forensik, Terrorismus, Gesundheit und Fitness.